# Болометр
Боло́метр (др.-греч. βολή — луч и μέτρον — мера) — тепловой приёмник излучения, чаще всего оптического (а именно — ИК-диапазона). Был изобретён Самуэлем Пирпонтом Лэнгли в 1878 году.

## Устройство
Принцип действия болометра основан на изменении электрического сопротивления термочувствительного элемента при нагревании под воздействием поглощаемого потока электромагнитной энергии.
Основной компонент болометра — очень тонкая пластинка (например, из платины или другого проводящего материала), зачернённая для лучшего поглощения излучения. Из-за своей малой толщины пластинка под действием излучения быстро нагревается и её сопротивление повышается.
Для измерения малых отклонений сопротивления пластинки её включают в мостовую схему, которую балансируют при отсутствии засветки.
Металлические болометры часто подсоединяют через трансформаторный вход, так как у них очень малое собственное сопротивление.
Первый полупроводниковый болометр был создан компанией Bell в годы Второй мировой войны. Отличался простотой, надёжностью и высокой чувствительностью. Был использован в ИК-спектроскопии и теплопеленгации.
Первые терморезистивные болометры успешно работали на искусственных спутниках Земли, но позже были вытеснены пироэлектрическими приёмниками.
В качестве материалов для металлических болометров используют платину, никель, золото, для полупроводниковых — сплавы окислов никеля, кобальта, марганца.
Полупроводниковый болометр состоит из двух плёночных (толщиной до 10 мкм) термисторов. Один из термисторов, непосредственно подвергающийся облучению, является активным. Второй — компенсационный. Он экранирован от внешнего излучения и предназначен для компенсации изменений температуры окружающей среды. Оба термистора помещаются в общий герметичный корпус.
Чувствительность болометра улучшается с понижением температуры чувствительного элемента. В астрономии обычно используются болометры, охлаждаемые до температуры жидкого гелия.
Основные параметры болометров:
- сопротивление активного термистора при номинальной температуре;
- рабочее напряжение;
- чувствительность при определённой частоте модуляции светового потока;
- порог чувствительности;
- постоянная времени;
- уровень собственных шумов — у металлических преобладает тепловой шум, у полупроводниковых — токовый.

## Применение
Болометр чувствителен ко всему спектру излучения, но применяют его в основном в астрономии для регистрации излучения с субмиллиметровой длиной волны: для этого диапазона болометр — самый чувствительный датчик. Источником теплового излучения может быть свет звёзд или Солнца, прошедший через спектрометр и разложенный на тысячи спектральных линий, энергия в каждой из которых очень мала.
Полупроводниковые болометры применяются, например, в системах ориентации, для дистанционного измерения температуры объектов, в датчиках обнаружения облучения военных машин (напр., лазерным лучом головок самонаведения).
Используется в системах ПОНАБ для определения нагрева букс вагонов.

## Микроболометр
Микроболометр — это особый тип болометра, используемый в качестве детектора в тепловизионной камере. Это сетка тепловых датчиков из оксида ванадия или аморфного кремния поверх соответствующей сетки из кремния. Инфракрасное излучение определенного диапазона длин волн попадает на оксид ванадия или аморфный кремний и изменяет его электрическое сопротивление. Это изменение сопротивления измеряется и преобразуется в температуры, которые могут быть представлены графически.